# Hassan Aref
Hassan Aref (* 20. September 1950 in Alexandria; † 9. September 2011 in De Land, Illinois) war ein ägyptisch-US-amerikanischer Ingenieur und Physiker, der sich mit Hydrodynamik befasste. Er war Professor am Virginia Tech.
Aref studierte an der Universität Kopenhagen mit dem Kandidaten-Abschluss (Cand. Sci.) in Physik und Mathematik 1975 (am Niels Bohr Institut) und wurde 1980 an der Cornell University bei Eric Dean Siggia in Physik  promoviert (Turbulence and vortex dynamics in two dimensions). 1980 wurde er Assistant Professor für Ingenieurwesen an der Brown University und 1984 bis 1994 war er am Los Alamos National Laboratory. 1985 wurde er Associate Professor und später Professor an der University of California, San Diego (sowohl in der Abteilung Angewandte Mechanik als auch Geophysik). 1989 bis 1992 war er Chefwissenschaftler am San Diego Supercomputer Center. 1992 wurde er Professor und Leiter der Abteilung theoretische und angewandte Mechanik der University of Illinois at Urbana-Champaign. Ab 2003 war er an der Virginia Tech, wo er 2003 bis 2005 der Ingenieursfakultät vorstand. Er starb an einer Aortendissektion.
1986 war er Gastprofessor an der Technischen Universität Dänemarks in Lyngby und nochmals 2006 (Niels Bohr Visiting Professor). 1986 wurde er auswärtiges Mitglied des dänischen Zentrums für Angewandte Mathematik und Mechanik.
Er befasste sich theoretisch mit Hydrodynamik, speziell Wirbelbewegung und deren numerischer Simulation. Er gilt als Begründer des Konzepts chaotischer Advektion, der Ausbildung chaotischer Trajektorien in ansonsten laminaren Flüssen.
2011 erhielt er die G. I. Taylor Medal, 2000 erhielt er den Otto-Laporte-Preis, 1985 erhielt er den Presidential Young Investigator Award und 1988 war er Corrsin Lecturer. Er war Fellow der American Physical Society (1988) und der American Academy of Mechanics (2000).
Bevor er 1998 US-Staatsbürger wurde, hatte er die kanadische Staatsbürgerschaft.
2000 war er Präsident des 20. International Congress of Theoretical and Applied Mechanics in Chicago und er war Chairman des US National Committee on Theoretical and Applied Mechanics. Mit David G. Crighton war er Gründungsherausgeber der Cambridge Texts in Applied Mathematics.
1984 bis 1994 war er Associate Editor des Journal of Fluid Mechanics.
Er war seit 1974 mit Susanne Eriksen verheiratet und hatte zwei Söhne.

## Schriften
- Stirring by chaotic advection, Journal of Fluid Mechanics, Band 143, 1984, S. 1–21
- Herausgeber Chaos applied to fluid mixing, Special Issue Chaos, Solitons and Fractals, Pergamon Press 1994
- Herausgeber 150 years of vortex dynamics, IUTAM Symposium, Lyngby, Springer Verlag 2010